# Municipio de Lovett
El municipio de Lovett (en inglés: Lovett Township) es un municipio ubicado en el condado de Jennings en el estado estadounidense de Indiana. En el año 2010 tenía una población de 1160 habitantes y una densidad poblacional de 15,16 personas por km².

## Geografía
El municipio de Lovett se encuentra ubicado en las coordenadas 38°54′16″N 85°38′30″O / 38.90444, -85.64167. Según la Oficina del Censo de los Estados Unidos, el municipio tiene una superficie total de 76.5 km², de la cual 76,28 km² corresponden a tierra firme y (0,29 %) 0,22 km² es agua.

## Demografía
Según el censo de 2010, había 1160 personas residiendo en el municipio de Lovett. La densidad de población era de 15,16 hab./km². De los 1160 habitantes, el municipio de Lovett estaba compuesto por el 97,76 % blancos, el 1,12 % eran afroamericanos, el 0,09 % eran asiáticos, el 0,52 % eran de otras razas y el 0,52 % eran de una mezcla de razas. Del total de la población el 1,21 % eran hispanos o latinos de cualquier raza.